# Dicoelandropora atriopapillata
Dicoelandropora atriopapillata är en plattmaskart som beskrevs av Ax 1955. Dicoelandropora atriopapillata ingår i släktet Dicoelandropora och familjen Otoplanidae. Inga underarter finns listade i Catalogue of Life.